# ネコあね。
『ネコあね。』は、奈良一平による日本の漫画作品。『別冊少年マガジン』（講談社）2010年4月号から2013年2月号まで連載されていた。なお出張読み切りとして『週刊少年マガジン』2010年42号に特別編が掲載された。
MGP（マガジングランプリ）2009年2月期で佳作を受賞した「ねこ姉」（当時は島崎一平名義）を原型にキャラクター設定に若干の変更を行っている。この「ねこ姉」は現在単行本未収録であるが、以前は『週刊少年マガジン』の公式サイト内にて無料配信されていた。

## 概要
高校生の御堂銀ノ介(以下　銀ノ介)は１０歳のときに両親を亡くし、現在は祖母と飼い猫の杏子と一緒に暮らしている。ある朝、目を覚ました銀之介の隣で、銀ノ介とほぼ同年齢の猫耳の少女が寝ていた。その少女は、猫又となって人間に化けた杏子だった。杏子は、自分を「銀ノ介の姉」と思っていて、姉らしい行動をしようと銀ノ介にいろいろ世話を焼くが、失敗も多く銀ノ介は疎ましく思うことも多かった。しかし、銀ノ介は杏子の祖母や銀ノ介に対する家族としての深い愛情を知り、杏子を飼い猫ではなく家族として受け入れるようになった。そんなある日、家族のことを思う余り無理をして不完全な猫又になった杏子は、あと1年ほどしか生きられないことを知る。
少年と猫のちょっと不思議で心温まる生活を描いたホームドラマ調コメディー漫画。
作中には江ノ電が登場し、神奈川県鎌倉市をモデルにしている。

## 登場人物
御堂 銀ノ介（みどう ぎんのすけ）
主人公の高校生。10歳の時に両親を亡くし、以来祖母に引き取られて暮らしてきた。祖母と暮らすようになった直後の頃は鬱屈として内向的だったが、成長してからは気さくで思慮深い好人物になっている。勉強も家事も人付き合いもそつなくこなす真面目な常識人のため、杏子には振り回されることが多いが、良き姉であろうとするひたむきな思いに触れ、困惑しつつも杏子を家族として受け入れていく。堅物で女性に対しては奥手気味だが、実は猫耳スタイルは好みらしい。
杏子（あんず）
銀ノ介の祖母に飼われていた雌猫。祖母によると生まれは銀ノ介より少し早かったという。婆ちゃんの願いを受け、銀ノ介の傍で日々を過ごしていくうちに猫又になって人間に変化することができるようになる。人間としての生活に慣れておらず、何かと失敗して周囲を騒がせることも多いが、姉として銀ノ介の心の支えになろうとするひたむきな思いは強く、日々奮闘中。
人間に変化すると銀ノ介と同じぐらいの年齢の少女の姿になるが、耳と尻尾は残る。スタイルは結構良いが、精神年齢は銀ノ介より幼く、天真爛漫かつ好奇心旺盛でお節介焼き。猫ならではの身の軽さを発揮したり、他の動物と会話する能力もあるが、争い事と犬は苦手。なお、猫の状態のままでも会話はできる。
チュー太郎
かつて杏子と互角の戦いをしたことで、親友となった鼠。見聞を広める旅から帰ってきた後で人間に変化できるようになり、そのまま御堂家に住む。人間に変化すると巫女装束を着た少女の姿になる。しかし口調はかなり年配風で、耳と尻尾が残るのは杏子と同じ。変化できるようになったことで性別が雌であることが判明したが、名前は変わらず。
婆ちゃん
銀ノ介の祖母。銀ノ介の両親が亡くなって以来、孫を引き取って育ててきた。夫とは既に死別しており、現在も喫茶店で働いている。物腰は柔らかいが、孫に心配をかけまいとさりげなく気遣う気丈な性格。気も若く、猫又になった杏子を見ても堂々と受け入れる大物ゆえか、了見も柔軟で機転も利く。姉として新たな生活を楽しむ杏子と、困惑しつつも姉を支えようとする銀ノ介を優しく見守っている。書道の心得あり。　
御堂 良之介、美加子（みどう りょうのすけ、みかこ）
銀之介の両親で美加子が婆ちゃんの娘。作中では原因は明らかにされていないが、銀之介が10歳の時に二人とも亡くなる。
早瀬 沙希（はやせ さき）
銀ノ介のクラスメートで、互いに気がねなく友達付き合いをしている。常に落ち着いた言動で、杏子が猫であることを知っても冷静に理解を示す出来た女の子。あまり女言葉を使わず、やや固めの話し方は凛々しく聡明な雰囲気を発しており、女子には人気があるという。その一方で乙女心も強く、内心では銀ノ介に恋心を抱いているが、まだ主観的に受け止めきれていない心境であり、表には出さないためデレない。音楽にはかなり詳しいようである。
恵美（めぐみ）
御堂家行きつけの八百屋「はしもと」の娘。活発で好奇心旺盛な性格の小学生。御堂家との付き合いは深く、銀ノ介や杏子とも仲が良い。ふとしたことで家出し、公園で杏子に会った時、杏子の正体と変化の秘密を知るが、それでも杏子をすんなり受け入れた。
ダイアナ、ジョセフィーヌ
杏子の猫友達。ダイアナが姉でジョセフィーヌが妹。飼い主の源造が山で行方不明になったことから野良暮らしになったが、杏子が人間に変化できるようになってからは事情を知った銀ノ介が時々世話をするようになる。口調は姉妹ともおっとりしたお嬢様風で、杏子のドジをつい笑ってしまう癖がある。
長老
婆ちゃんの子供時代も知っているようである、長寿の雌猫。人語を話せるが、人間はあまり好きではない。彼女の杏子に関する呟きをチュー太郎から聞いた銀之介は、真偽を確かめようとチュー太郎の助けを借りて彼女からの話を聞き、自分なりに「奇跡」を起こそうと決意する。
かつて「ニャ吉」という自分の子供を亡くしたらしい。

## 書誌情報
- 奈良一平『ネコあね。』 講談社〈講談社コミックス〉、全6巻
  1. 2010年9月17日第1刷発行（同日発売） ISBN 978-4-06-384373-6
  2. 2011年3月9日第1刷発行（同日発売） ISBN 978-4-06-384454-2
  3. 2011年8月9日第1刷発行（同日発売） ISBN 978-4-06-384530-3
  4. 2012年2月9日第1刷発行（同日発売） ISBN 978-4-06-384624-9
  5. 2012年8月9日第1刷発行（同日発売） ISBN 978-4-06-384713-0
  6. 2013年2月8日第1刷発行（同日発売） ISBN 978-4-06-384807-6